# 山口百恵ベスト・コレクション VOL.1
『山口百恵ベスト・コレクション VOL.1』（やまぐちももえベスト・コレクション ボリューム・ワン）は、山口百恵のベスト・アルバム。2007年7月20日にソニー・ミュージックダイレクトよりリリースされた。

## 解説
- デビュー曲「としごろ」から「初恋草紙」までのシングル全16曲収録。同時発売の『山口百恵ベスト・コレクション VOL.2』と併せると、百恵のシングルA面曲が全て揃う。
- 店頭販売はされておらず、Sony Music Shop - ウェイバックマシン（2008年11月9日アーカイブ分）直販商品。

## 収録曲
1. としごろ
2. 青い果実
3. 禁じられた遊び
4. 春風のいたずら
5. ひと夏の経験
6. ちっぽけな感傷
7. 冬の色
8. 湖の決心
9. 夏ひらく青春
10. ささやかな欲望
11. 白い約束
12. 愛に走って
13. 横須賀ストーリー
14. パールカラーにゆれて
15. 赤い衝撃
16. 初恋草紙

## 関連作品
- 山口百恵ベスト・コレクション VOL.2